# Umburanas
Umburanas is een gemeente in de Braziliaanse deelstaat Bahia. De gemeente telt 17.096 inwoners (schatting 2009).